# Sant'Antonio Abate
Sant'Antonio Abate är en ort och kommun i storstadsregionen Neapel, innan 2015 provinsen Neapel, i regionen Kampanien i Italien. Kommunen hade 19 704 invånare (2017).